# Promachus senegalensis
Promachus senegalensis är en tvåvingeart som först beskrevs av Macquart 1838.  Promachus senegalensis ingår i släktet Promachus och familjen rovflugor.
Artens utbredningsområde är Senegal. Inga underarter finns listade i Catalogue of Life.